# Telefoni Retzlaff
Pour les articles homonymes, voir Retzlaff.
Lesamatauanuu Tugaga Misa Telefoni Retzlaff, né Hermann Theodore Retzlaff le 21 mai 1952 à Apia,, est un homme politique samoan.

## Biographie

### Origines et études
Son grand-père paternel est Erich Retzlaff, un colon allemand né en 1878 à Stettin en Poméranie prussienne et établi en 1906 aux Samoa allemandes où le gouvernement colonial le charge d'établir le réseau téléphonique de la colonie. Les Samoans le surnomment de ce fait « Telefoni », surnom que conservent son fils puis son petit-fils Hermann Theodore. Erich Retzlaff épouse Elizabeth Purcell, qui est d'ascendance irlandaise et samoane. Le fils d'Erich et Elizabeth Retzlaff, Hermann Paul Retzlaff, épouse Joyce Rosabel Nelson, fille d'Olaf Nelson, un homme d'affaires d'ascendance suédoise et samoane devenu l'une des principales figures du Mau, le mouvement anti-colonial des années 1920 et 1930. La tante maternelle de Hermann Theodore Retzlaff, Noue Tamasese (née Irene Nelson), est la mère de Tuiatua Tupua Tamasese Tufuga Efi, qui est le chef d'État des Samoa de 2007 à 2017,. Telefoni Retzlaff fait ainsi partie de la famille Nelson, mais aussi d'un ensemble de personnalités politiques samoanes des XXe siècle et XXIe siècle qui sont les descendants de colons allemands arrivés au XIXe siècle ou au début du XXe siècle : Hans Joachim Keil III, Jack Netzler, Eugene Paul, Fossie Schmidt (en), Leuatea Schmidt, Cedric Schuster et Harry Schuster,.
Éduqué dans une école catholique aux Samoa, Hermann Theodore « Telefoni » Retzlaff obtient une licence de droit (Bachelor of Law) de l'université d'Auckland en 1974, puis suit aux Samoa une formation diplomante en comptabilité publique, devenant expert-comptable,. En 1984, il est investi du titre « Misa », titre de matai (chef) du village de Falelatai. S'ensuivent deux autres titres de matai : « Lesamatauanuu », du village de Malaela, en 1985, et « Tugaga », du village de Faletagaloa (en), en 1986. En accord avec la coutume autochtone samoane, Telefoni Retzlaff est dès lors généralement appelé « Misa Telefoni ».
En 1986, il devient président du conseil de l'université nationale des Samoa ; cette même année, il est fait procureur général des Samoa,,.

### Carrière politique
Il entre à l'Assemblée législative des Samoa comme député de la circonscription de Falelatai-et-Samatau aux élections législatives de 1988, obtenant 49,8 % des voix face à deux adversaires,, et siège comme député d'opposition durant la législature 1988-1991. Ayant adhéré ensuite au Parti pour la protection des droits de l'homme, il est très largement réélu aux élections de 1991 (les premières au suffrage universel) avec 63,2 % des voix, et est nommé ministre de l'Agriculture, de la Sylviculture, des Pêcheries, de la Météorologie et du Transport maritime par le Premier ministre Tofilau Eti Alesana en 1992. Conservant son siège de député aux élections de 1996 avec 69,8 % des voix, il est fait ministre de la Santé par Tofilau Eti Alesana, le ministre sortant Sala Vaimili Uili II (en) ayant perdu son siège de député. Durant l'exercice de cette fonction, Telefoni Retzlaff est vice-président de l'Organisation mondiale de la Santé en 1999.
Réélu pour un quatrième mandat de député aux élections de 2001 avec 61,1 % des voix face au candidat Tuimalealiifano Va'aleto'a Sualauvi II, tenant d'un des quatre titres de tama ʻaiga (la haute aristocratie autochtone) et futur chef de l'État, Misa Telefoni est nomme vice-Premier ministre et ministre des Finances par le Premier ministre Tuilaepa Sailele Malielegaoi. En 2003, il signe pour les Samoa les accords du Commonwealth des Nations sur la bonne gouvernance, dits Accords de Latimer House. Remportant 76,2 % des voix dans sa circonscription aux élections de 2006, il demeure vice-Premier ministre, cède le ministère des Finances à Niko Lee Hang et devient ministre du Commerce, du Tourisme, des Industries, du Travail, et des Relations avec le Parlement, chargé entre autres (comme ministre du Commerce) des relations commerciales des Samoa avec l'Union européenne et des relations avec l'Organisation mondiale du Commerce,. En réponse à sa décision de ne pas briguer de septième mandat aux élections de 2011, et donc de mettre un terme à sa carrière politique, les chefs de son village de Falelatai le bannissent du village, lui reprochant de les en avoir informés par courrier au lieu de venir en discuter avec eux,.

### Famille
Son fils Lemalu Herman Retzlaff (en) devient à son tour Procureur général des Samoa en 2016. 